# Червона п'ятниця
«Червона п'ятниця» (англ. Red Friday) — п'ятниця 31 липня 1925, день перемоги англійських гірників над шахтовласниками, які в умовах кризи вугільної промисловості прагнули понизити зарплату робітникам і ліквідовувати її фіксований мінімум. Перемога гірників, що змусили підприємців скасувати оголошений з 1 серпня локаут у вугільній промисловості, стала можливою завдяки єдності дій робочого класу Великої Британії. Назва «До. п.» було дано в зіставлення «чорній п'ятниці» (15 квітня 1921) — дню зриву правими лідерами тред-юніонів страйкової боротьби гірників.